# Monte Attell
Monte Attell est un boxeur américain né le 28 juillet 1885 et mort le 11 novembre 1960 à San Francisco, Californie.

## Carrière
Passé professionnel en 1901, il devient champion du monde des poids coqs le 22 février 1909 en battant aux points Jimmy Reagan. Attell demeure champion jusqu'au 22 février 1910, date à laquelle il est battu par Frankie Conley. Il met un terme à sa carrière en 1916 sur un bilan de 66 victoires, 41 défaites et 23 matchs nuls.